# Municipio de Clay (condado de Monroe)
El municipio de Clay (en inglés: Clay Township) es un municipio ubicado en el condado de Monroe en el estado estadounidense de Misuri. En el año 2010 tenía una población de 301 habitantes y una densidad poblacional de 2,16 personas por km².

## Geografía
El municipio de Clay se encuentra ubicado en las coordenadas 39°35′23″N 92°5′00″O / 39.58972, -92.08333. Según la Oficina del Censo de los Estados Unidos, el municipio tiene una superficie total de 139.15 km², de la cual 138,72 km² corresponden a tierra firme y (0,31 %) 0,42 km² es agua.

## Demografía
Según el censo de 2010, había 301 personas residiendo en el municipio de Clay. La densidad de población era de 2,16 hab./km². De los 301 habitantes, el municipio de Clay estaba compuesto por el 99 % blancos, el 0,33 % eran afroamericanos y el 0,66 % eran de una mezcla de razas. Del total de la población el 0,33 % eran hispanos o latinos de cualquier raza.